# Отчуждение (альбом)
Отчужде́ние — альбом советской и российской рок-группы «Телевизор», записанный в 1989 году, но официально выпущенный только в 2014 году.
Должен был стать третьим в дискографии группы «Телевизор», которая в то время являлась одной из самых популярных советских рок-групп.

## История
Предыдущие два магнитоальбома группы, записанные в 1985 и 1987 годах, пришлись на период полулегального существования русского рока. Большинство коллективов, играющих рок, не могло рассчитывать на возможность сотрудничества с государственными звукозаписывающими компаниями, а частных в тот период не существовало. Поэтому рок-группы записывали альбомы в подпольных студиях, организованных в домах культуры, зачастую — на устаревшем полулюбительском оборудовании. В таких условиях проблематично было добиться полного воплощения творческих идей музыкантов и высокого качества звука записанных композиций. Невозможна была в середине 1980-х коммерческая продажа альбомов, не записанных государственными звукозаписывающими компаниями («Мелодия»).
К концу 1980-х, с появлением в СССР гласности и развитием частного предпринимательства, государственные компании начали выпускать альбомы рок-групп (в частности, в 1988 году компанией «Мелодия» на виниловой пластинке был выпущен первый альбом «Телевизора» «Шествие рыб»), возникли частные звукозаписывающие студии. На волне популярности русского рока появилась коммерческая ценность ведущих рок-коллективов. В этих условиях в 1989 году «Телевизор» для записи своего третьего альбома пошёл на сотрудничество с московским продюсером Александром Шульгиным. В Москве была снята студия Кардиологического центра, одна из самых хорошо оснащённых по тем временам, в которой группа записала свой альбом. Однако из-за того, что «Телевизор» и Шульгин не смогли согласовать условия контракта, альбом так и не был издан. Окончательного варианта «Отчуждения» (ещё один вариант названия — «Музыка для мёртвых») не услышали даже музыканты «Телевизора». Шульгин предложил группе выкупить альбом, однако стороны не смогли договориться об условиях.

Запись осталась в собственности у одного московского продюсера. Тогда, в 1989 году, он хотел заниматься нами, оплатил студию для записи альбома в Москве, но не согласовал с нами будущий контракт, по которому мы должны были вместе работать. Он нас записал, а потом предоставил этот контракт, и в нём были пункты, которые нас не устроили. В частности, пункт о том, что продюсер сам решает, с кем и где группа выступает.
— М. Борзыкин

После этого он не отдал нам фонограмму, на что имел полное право, так как всё оплатил он.
— М. Борзыкин
Альбом «Отчуждение» составили 11 композиций. Восемь песен были новыми, пять песен — из предыдущего альбома «Отечество иллюзий», исполненные в новом звучании: «Три-четыре гада», «Отечество иллюзий», «Дети уходят», «Рыба гниёт с головы» и «Твой папа — фашист». Последние две песни предназначались не для «Отчуждения», а для советско-немецкого фильма «Давай рок-н-ролл». Именно в подлинных аранжировках 1989 года они и вошли в одноимённый виниловый сборник.
Незадолго до записи альбома «Телевизор» совершил турне по Голландии, Германии, Франции, Италии, Бельгии. По словам Борзыкина, музыканты, прикоснувшись к стилю европейского рока, вернулись вдохновлёнными, с желанием реализовать полученные идеи и опыт в новых песнях.
Альбом 25 лет находился в собственности Шульгина. На рынке появлялись пиратские версии «Отчуждения», записанные на концертах, позже в интернете была выложена одна из черновых записей, записанная в студии Кардиологического центра. В 2004—2005 году Михаил Борзыкин в одиночку перезаписал альбом, использовав только тексты и написав новую музыку, и выпустил его под названием «Отчуждение-2005».
К ноябрю 2014 года было принято решение об официальном издании оригинального «Отчуждения» на CD. Этим делом занялось музыкальное издательство «Геометрия». 20 ноября 2014 года состоялась презентация оригинального «Отчуждения» в московском клубе «Б2».

## Список композиций
| №  | Песня              | Длительность |
| -- | ------------------ | ------------ |
| 1  | Музыка для мёртвых | 3:34         |
| 2  | Отечество иллюзий  | 2:53         |
| 3  | Пластмасса         | 4:12         |
| 4  | Холод              | 5:13         |
| 5  | Дети уходят        | 5:23         |
| 6  | Политпесня         | 4:29         |
| 7  | Три-четыре гада    | 2:33         |
| 8  | Потребитель        | 3:18         |
| 9  | Не плачь           | 4:09         |
| 10 | Вера               | 4:32         |
| 11 | Отчуждение         | 4:54         |

## Участники записи
- Михаил Борзыкин — музыка, тексты, вокал, клавишные, эффекты
- Александр Беляев — лидер-гитара, бэк-вокал
- Игорь Бабанов — клавишные, бас-клавиатура
- Алексей Рацен — ударные

Альбом записан в студии Кардиологического центра в Москве в 1989 году.
- Звукорежиссёр: Георгий Руденко
- Продюсер: Александр Шульгин
- Реставрация и мастеринг оригинальной ленты: Евгений Гапеев